# Egidijus Bieliūnas
Egidijus Bieliūnas (* 13. Dezember 1950 in Panevėžys) ist ein litauischer Jurist, Strafrechtler, Kriminologe und ehemaliger Richter am Gericht der Europäischen Union.

## Leben
1973 absolvierte er das Diplomstudium der Rechtswissenschaften an der Universität Vilnius und promovierte 1978 an der Universität Moskau zum Thema „Kriminalität und ihre Ursachen in Litauen“.
Von 1969 bis 1974 war er Techniker im Labor für Kriminalistik an der Universität Vilnius, von 1977 bis 1989 Assistent, Oberhochschullehrer und Dozent am Lehrstuhl für Strafrecht.
Von 1992 bis 1996 war er Konsul und Berater der litauischen Botschaft in Belgien und Frankreich, von 1994 bis 1996 Berater in Frankreich, von 1996 bis 1999 Mitglied der Europäischen Kommission für Menschenrechte, und von 1999 bis 2011 Richter am Obersten Gericht Litauens. 2011 wurde er als Kandidat der Staatspräsidentin Dalia Grybauskaitė vom Parlament, dem Seimas, zum Richter am Verfassungsgericht der Litauischen Republik gewählt. Von September 2013 bis September 2019 war er Richter am Gericht der Europäischen Union.
Egidijus Bieliūnas ist verheiratet. Mit seiner Frau hat er einen Sohn und eine Tochter.